# Acanthogorgia multispina
Acanthogorgia multispina is een zachte koraalsoort uit de familie Acanthogorgiidae. De koraalsoort komt uit het geslacht Acanthogorgia. Acanthogorgia multispina werd in 1908 voor het eerst wetenschappelijk beschreven door Kükenthal & Gorzawsky. 